# 47e méridien est
En géographie, le 47e méridien est est le méridien joignant les points de la surface de la Terre dont la longitude est égale à 47° est.

## Géographie

### Dimensions
Comme tous les autres méridiens, la longueur du 47e méridien correspond à une demi-circonférence terrestre, soit 20 003,932 km. Au niveau de l'équateur, il est distant du méridien de Greenwich de 5 232 km,.
Avec le 133e méridien ouest, il forme un grand cercle passant par les pôles géographiques terrestres.

### Régions traversées
En commençant par le pôle Nord et descendant vers le sud au pôle Sud, Le 47e méridien est passe par:
| Coordonnées          | Pays, territoire ou mer                             | Notes                                                                                             |
| -------------------- | --------------------------------------------------- | ------------------------------------------------------------------------------------------------- |
| 90° 00′ N, 47° 00′ E | Océan Arctique                                      |                                                                                                   |
| 80° 46′ N, 47° 00′ E | Russie                                              | Île Terre d'Alexandra, Terre François-Joseph                                                      |
| 80° 35′ N, 47° 00′ E | Mer de Barents                                      | canal de Cambridge                                                                                |
| 80° 21′ N, 47° 00′ E | Russie Île de la Terre George Terre François-Joseph |                                                                                                   |
| 80° 10′ N, 47° 00′ E | Mer de Barents                                      |                                                                                                   |
| 66° 51′ N, 47° 00′ E | Russie                                              |                                                                                                   |
| 49° 52′ N, 47° 00′ E | Kazakhstan                                          |                                                                                                   |
| 49° 13′ N, 47° 00′ E | Russie                                              | Sur environ 18km                                                                                  |
| 49° 03′ N, 47° 00′ E | Kazakhstan                                          |                                                                                                   |
| 48° 16′ N, 47° 00′ E | Russie                                              |                                                                                                   |
| 44° 48′ N, 47° 00′ E | Mer Caspienne                                       | Baie Kizlyar                                                                                      |
| 44° 21′ N, 47° 00′ E | Russie                                              |                                                                                                   |
| 41° 34′ N, 47° 00′ E | Azerbaïdjan                                         | Passe par le Haut-Karabagh                                                                        |
| 39° 10′ N, 47° 00′ E | Iran                                                |                                                                                                   |
| 32° 34′ N, 47° 00′ E | Irak                                                |                                                                                                   |
| 29° 41′ N, 47° 00′ E | Koweït                                              |                                                                                                   |
| 29° 03′ N, 47° 00′ E | Arabie saoudite                                     | Passe juste à l'est de Riyad                                                                      |
| 16° 55′ N, 47° 00′ E | Yémen                                               |                                                                                                   |
| 13° 33′ N, 47° 00′ E | Océan Indien                                        | Golfe d'Aden                                                                                      |
| 10° 56′ N, 47° 00′ E | Somalie                                             | Somaliland                                                                                        |
| 8° 00′ N, 47° 00′ E  | Éthiopie                                            |                                                                                                   |
| 6° 59′ N, 47° 00′ E  | Somalie                                             |                                                                                                   |
| 3° 26′ N, 47° 00′ E  | Océan Indien                                        | Passe juste à l'ouest de l'atoll des Îles Glorieuses, Terres australes et antarctiques françaises |
| 15° 18′ S, 47° 00′ E | Madagascar                                          |                                                                                                   |
| 25° 02′ S, 47° 00′ E | Océan Indien                                        |                                                                                                   |
| 60° 00′ S, 47° 00′ E | Océan Austral                                       |                                                                                                   |
| 67° 17′ S, 47° 00′ E | Antarctique                                         | Territoire antarctique australien, revendiqué par l' Australie                                    |

### liens internes
- Méridien
- 47e méridien ouest
- 46e méridien est
- 48e méridien est